# Alain Cardan
Alain Cardan est une série de bande dessinée franco-belge créé en 1956 par Gérald Forton au dessin et Yvan Delporte au scénario dans journal Risque-Tout. Elle met en scène Alain Cardan, un agent du CIR, organisme imaginaire rattaché à l'ONU. Par la suite la série va être publiée dans le journal Spirou entre 1957 et 1959.

## Synopsis
Alain Cardan fait partie du CIR (le Centre International de Recherches) organisme onusien imaginaire qui a pour mission de régler les problèmes mondiaux. Les membres de cette organisation ont pour surnom les « détectives du ciel ». Alain Cardan est ainsi l'un d'entre eux et il doit combattre de puissantes organisations désirant conquérir l'espace ou prendre le contrôle de la Terre.

## Historique
La série est créée en 1956 dans le journal Risque-Tout par Yvan Delporte au scénario et Gérald Forton au dessin. Il s'agit d'une des premières séries écrites par Yvan Delporte, qui va commencer dans les histoires réalistes, même s'il va reconnaître lui-même ne pas y apporter un grand soin. Toujours selon Delporte, les dessins de Gérald Forton sont le point fort de la série, malgré la médiocrité de ses scénarios. Après la disparition de Risque-Tout la série est intégrée au journal Spirou y paraissant en 1957 à partir du no 996. Après quatre histoires à suivre la série fait sa dernière apparition en 1959 dans le no 1142.

## Personnages
Le personnage principal de la série est Alain Cardan, un pilote supérieur qui résiste à des accélérations de 10 G et neutralise les savants ennemis. Il est aussi très astucieux.

## Publication

### Épisodes
| Épisode   | Épisode                   | Épisode      | Épisode       | Épisode       | Prépublication | Prépublication    | Prépublication              | Prépublication            | Publication en album   | Publication en album | Publication en album      | Publication en album | Publication en album | Remarque |
| N°        | Titre                     | Nombre pages | Scénario      | Dessin        | Pays           | Périodiques       | De                          | À                         | Série                  | N°                   | Titre                     | Date                 | Éditeur              | Remarque |
| --------- | ------------------------- | ------------ | ------------- | ------------- | -------------- | ----------------- | --------------------------- | ------------------------- | ---------------------- | -------------------- | ------------------------- | -------------------- | -------------------- | --- |
| 1         | Alain Cardan              | 4            | Yvan Delporte | Gérald Forton | Belgique       | Risque-Tout       | 3 mai 1956 (no 24)          |                           | Alain Cardan           | 1                    | Alain Cardan              | juin 2009            | Le Coffre à BD       | Premier récit en quatre planches simplement intitulée Alain Cardan publiées sur une grande page,.                                                                                          |
| 1         | Alain Cardan              | 4            | Yvan Delporte | Gérald Forton | Belgique       | Risque-Tout       | 3 mai 1956 (no 24)          | Alain Cardan Intégrale    | 1                      | Tome 1               | décembre 2021             | Éditions Hibou       |                      | Premier récit en quatre planches simplement intitulée Alain Cardan publiées sur une grande page,.                                                                                          |
| 2         | Alain Cardan              | 24           | Yvan Delporte | Gérald Forton | Belgique       | Risque-Tout       | 24 mai 1956 (no 27)         | 1er novembre 1956 (no 50) | Alain Cardan           | 1                    | Alain Cardan              | juin 2009            | Le Coffre à BD       | Récit à suivre à raison d'une planche par semaine dans Risque-Tout; inachevé, l'épisode se poursuit dans Spirou, précédé de trois planches résumant ce qui a été raconté dans Risque-Tout. |
| 2         | Alain Cardan              | 24           | Yvan Delporte | Gérald Forton | Belgique       | Risque-Tout       | 24 mai 1956 (no 27)         | 1er novembre 1956 (no 50) | Alain Cardan Intégrale | 1                    | Tome 1                    | décembre 2021        | Éditions Hibou       | Récit à suivre à raison d'une planche par semaine dans Risque-Tout; inachevé, l'épisode se poursuit dans Spirou, précédé de trois planches résumant ce qui a été raconté dans Risque-Tout. |
| 2 (suite) | Alain Cardan              | 3+20         | Yvan Delporte | Gérald Forton | Belgique       | Journal de Spirou | 16 mai 1957 (no 996)        | 25 juillet 1957 (no 1006) | Alain Cardan           | 1                    | Alain Cardan              | juin 2009            | Le Coffre à BD       | Suite du récit à suivre inachevé publié dans Risque-Tout; précédé de trois planches résumant ce qui a été raconté dans Risque-Tout.                                                        |
| 2 (suite) | Alain Cardan              | 3+20         | Yvan Delporte | Gérald Forton | Belgique       | Journal de Spirou | 16 mai 1957 (no 996)        | 25 juillet 1957 (no 1006) | Alain Cardan Intégrale | 1                    | Tome 1                    | décembre 2021        | Éditions Hibou       | Suite du récit à suivre inachevé publié dans Risque-Tout; précédé de trois planches résumant ce qui a été raconté dans Risque-Tout.                                                        |
| 3         | Citoyen de l’espace       | 44           | Yvan Delporte | Gérald Forton | Belgique       | Journal de Spirou | 12 septembre 1957 (no 1013) | 13 mars 1958 (no 1039)    | Alain Cardan           | 2                    | Citoyen de l’espace       | octobre 2008         | Le Coffre à BD       | |
| 4         | Allô… ici Vénus           | 44           | Yvan Delporte | Gérald Forton | Belgique       | Journal de Spirou | 1er mai 1958 (no 1046)      | 2 octobre 1958 (no 1068)  | Alain Cardan           | 3                    | Allô… ici Vénus           | juin 2009            | Le Coffre à BD       | Alain Cardan fait la couverture du no 1057 du Journal de Spirou (« Sur la planète Vénus un être mystérieux observe Alain Cardan ... »).                                                    |
| 5         | L'Exode de la Croix Ansée | 44           | Yvan Delporte | Gérald Forton | Belgique       | Journal de Spirou | 8 octobre 1959 (no 1121)    | 3 mars 1960 (no 1142)     | Alain Cardan           | 4                    | L'Exode de la Croix Ansée | juin 2009            | Le Coffre à BD       | Dernier récit des aventures d'Alain Cardan. |

La série parait en album en 2009 aux éditions Le Coffre à BD. Le premier album s'intitule Alain Cardan, le deuxième Citoyen de l'espace, le troisième Allo… ici Vénus et le quatrième L'Exode de la croix ansée. Il s'agit d'album de quarante quatre pages en grand format cartonné.